# الحيرة (عمران)
الحيرة هي إحدى قرى الجمهورية اليمنية. وهي تتبع جغرافيًا لمحافظة عمران. وإداريًا لمديرية حرف سفيان. يبلغ تعداد سكانها 2171 نسمة حسب الإحصاء الذي جرى عام 2004.